# Bernd Wunderlich (Eiskunstläufer)

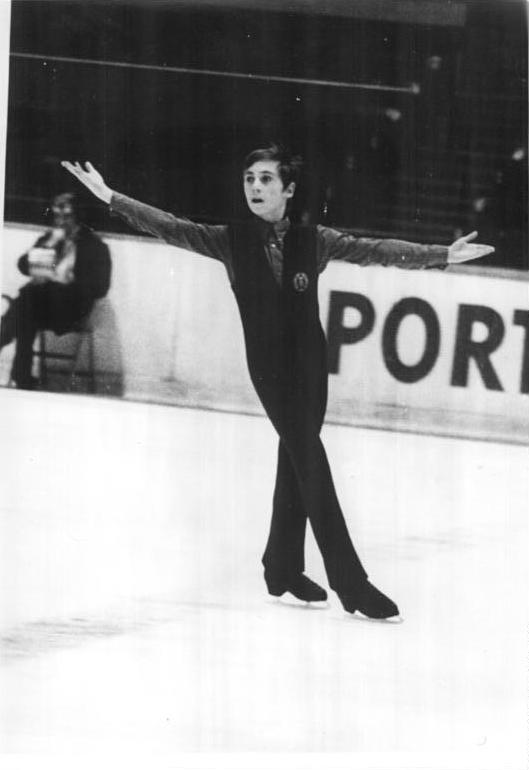
Bernd Wunderlich 1972 in Prag

Bernd Wunderlich (* 1958) ist ein ehemaliger deutscher Eiskunstläufer, der im Einzellauf für die DDR startete.
Wunderlich lief für den SC Dynamo Berlin. Er gehörte zu den Schülern von Inge Wischnewski.
1975 war er DDR-Meister, wobei er von der verletzungsbedingten Abwesenheit des Favoriten Jan Hoffmann profitierte.
Wunderlich nahm im Zeitraum von 1972 bis 1975 an drei Europameisterschaften und Weltmeisterschaften teil. Sein bestes Ergebnis bei Europameisterschaften war der siebte Platz 1975 und bei Weltmeisterschaften der 13. Platz 1974.

## Ergebnisse
| Wettbewerb / Jahr     | 1971 | 1972 | 1973 | 1974 | 1975 |
| --------------------- | ---- | ---- | ---- | ---- | ---- |
| Weltmeisterschaften   |      |      | 17.  | 13.  | 14.  |
| Europameisterschaften |      | 11.  |      | 9.   | 7.   |
| DDR-Meisterschaften   | 3.   | 2.   | 2.   | 3.   | 1.   |

| Personendaten    | Personendaten            |
| ---------------- | ------------------------ |
| NAME             | Wunderlich, Bernd        |
| KURZBESCHREIBUNG | deutscher Eiskunstläufer |
| GEBURTSDATUM     | 1958                     |